# Skřivan savanový
Skřivan savanový (Certhilauda chuana) je druh skřivanovitého pěvce, který se vyskytuje v travnatých oblastech spoře osázených keři v severních částech Jihoafrické republiky a v jihovýchodní Botswaně.

## Systematika
Druh poprvé popsal britský zoolog Andrew Smith v roce 1836. Druhové jméno chuana Smith vybral coby odkaz z Tswanům, na jejichž území byl odchyceny typový exemplář. Jedná se o monotypický taxon, tzn. nejsou uznávány žádné poddruhy, nicméně izolovaně žijící populace bez viditelných geografických bariér připouští možnost, že se může jednat o druhový komplex nebo kryptický taxon.

## Rozšíření a populace
Skřivan savanový se vyskytuje na pomezí jihovýchodní Botswany a severní Jihoafrické republiky. Obývá suché oblasti s krátkými travami s řídce rozmístěnými křovinami. Celková populace se odhaduje na cca 20 tisíc párů, z nichž 80–90 % se nachází v Botswaně.

## Popis
Tento středně velký až větší skřivan má útlé tělo. Zobák je tenký, dlouhý, mírně zahnutý dolů. Duhovka je tmavě hnědá, nohy světle růžovohnědé až světle žluté. Opeření je hnědo-krémovo bílé. Zadní prst je opatřen krátkým drápem, což se projevilo i v anglickém jméně druhu (Short-clawed lark, doslova tedy „krátkodrápý skřivan“). Délka těla dosahuje 18–20 cm, váha samic 29 g, samců 38 g. Svrchní strana těla je převážně strakatá, ocas je tmavě hnědý. Obočí je nápadně dlouhé, krémové. Spodina je hlavně krémová.

## Biologie

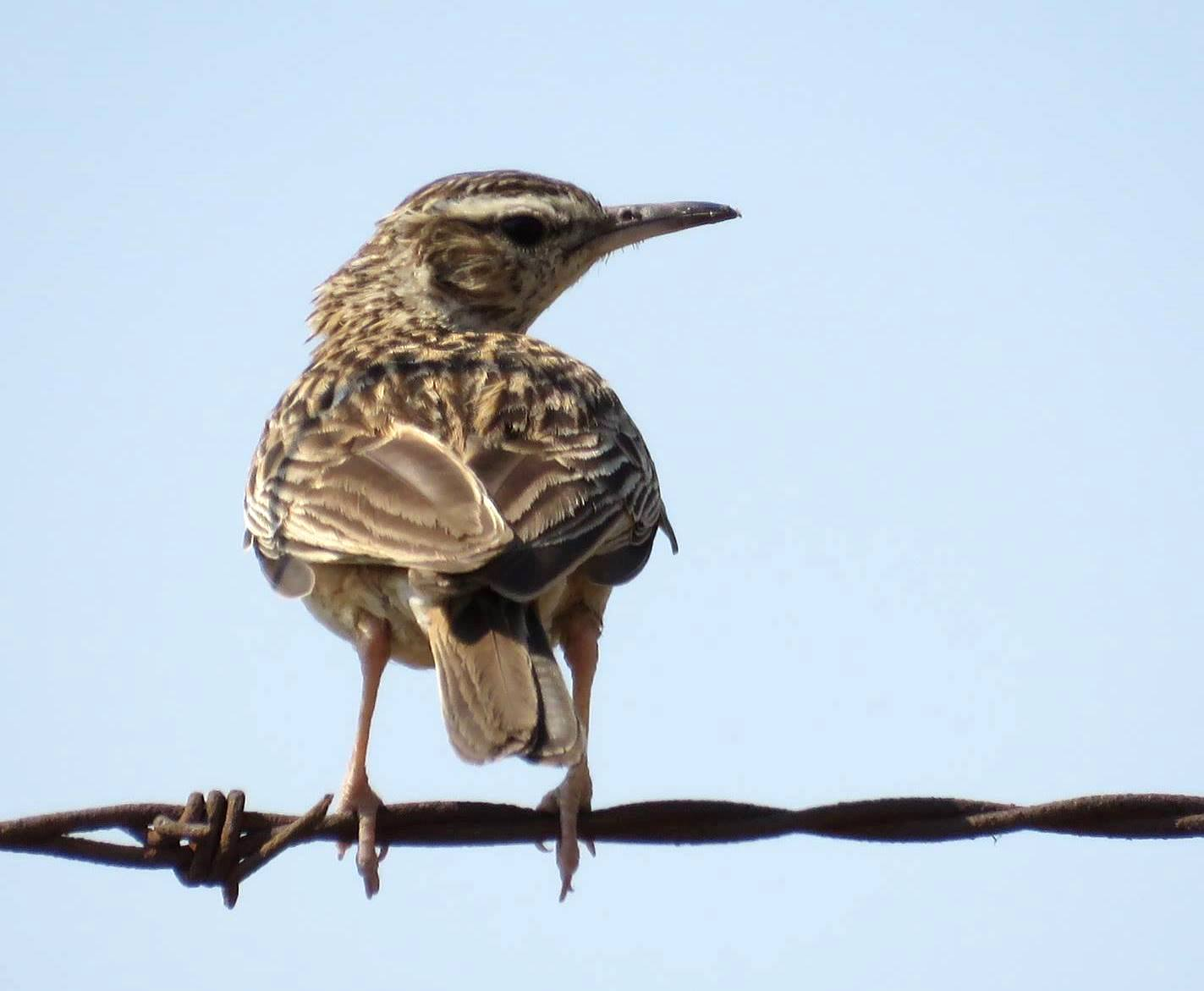
Skřivan savanový v Jihoafrické republice

Většinou se vyskytuje osamoceně. V období hnízdění se skřivan vyznačuje nápadnými lety, během kterých stoupá vertikálně do vzduchu do cca 10 m výše, načež začne hlasitě hvízdat, stáhne křídla a rychle zamíří střemhlavě k zemi. Jedná se o stálý rezidenční druh, tzn. netáhne a samci obývají a brání tatáž celoroční teritoria. Živí se hlavně bezobratlými živočichy, které chytá v letu, pod listy nebo vytahuje ze země. Jídelníček doplňuje semeny. Má bohatý vokální projev zahrnující krátké kontaktní volání i typicky skřivaní zpěv o 3–6 frázích.
Hnízdní období začíná v září na počátku období dešťů, a končí v dubnu. Jedná se o sezónně monogamní druh, tzn. pár skřivanů spolu zůstává po jedno hnízdní období a pak se rozpadne. Samice klade nejčastěji 2–3 vejce do šálkovitého hnízda na zemi, přičemž k největším snůškám dochází na vrcholu období dešťů. Inkubační doba trvá kolem 14–16 dnů. Na vejcích sedí pouze samice, zatímco samec stráží teritorium. Altriciální ptáčata jsou krmena oběma rodiči, jejich hlavní potravou jsou bezobratlí. Skřivani mohou zahnízdit i 3× do roka, v případě zániku snůšek i 5×.

## Ohrožení
Druh je hodnocen jako málo dotčený, nicméně Mezinárodní svaz ochrany přírody uznává, že jeho populace má mírně klesající tendenci. Hlavní ohrožení druhu představuje hlavně změna praktik managementu pastvinské a zemědělské krajiny, která v moderních dobách propaguje ponechání husté buše nebo naopak redukci křovin pastvinských ploch na minimum. Obě varianty nicméně skřivanovi savanovému nevyhovují, neboť preferuje habitat na pomezí obou variant, čili travnaté plochy s řídce osázenými keři.